# Sturnira magna
Sturnira magna — вид родини листконосові (Phyllostomidae), ссавець ряду лиликоподібні (Vespertilioniformes, seu Chiroptera).

## Середовище проживання
Країни проживання: Болівія, Бразилія, Колумбія, Еквадор, Перу. Значною мірою пов'язаний з вологими місцями проживання і тропічними вічнозеленими лісами, низинними лісами і гірськими районами.

## Звички
Плодоїдний.

## Загрози та охорона
У Болівії, місця проживання гірських лісів знаходяться під загрозою. Проживає в деяких природоохоронних територіях.